# Xã Mills, Quận Ogemaw, Michigan
Xã Mills (tiếng Anh: Mills Township) là một xã thuộc quận Ogemaw, tiểu bang Michigan, Hoa Kỳ. Năm 2010, dân số của xã này là 4.291 người.